# Carl Sonne

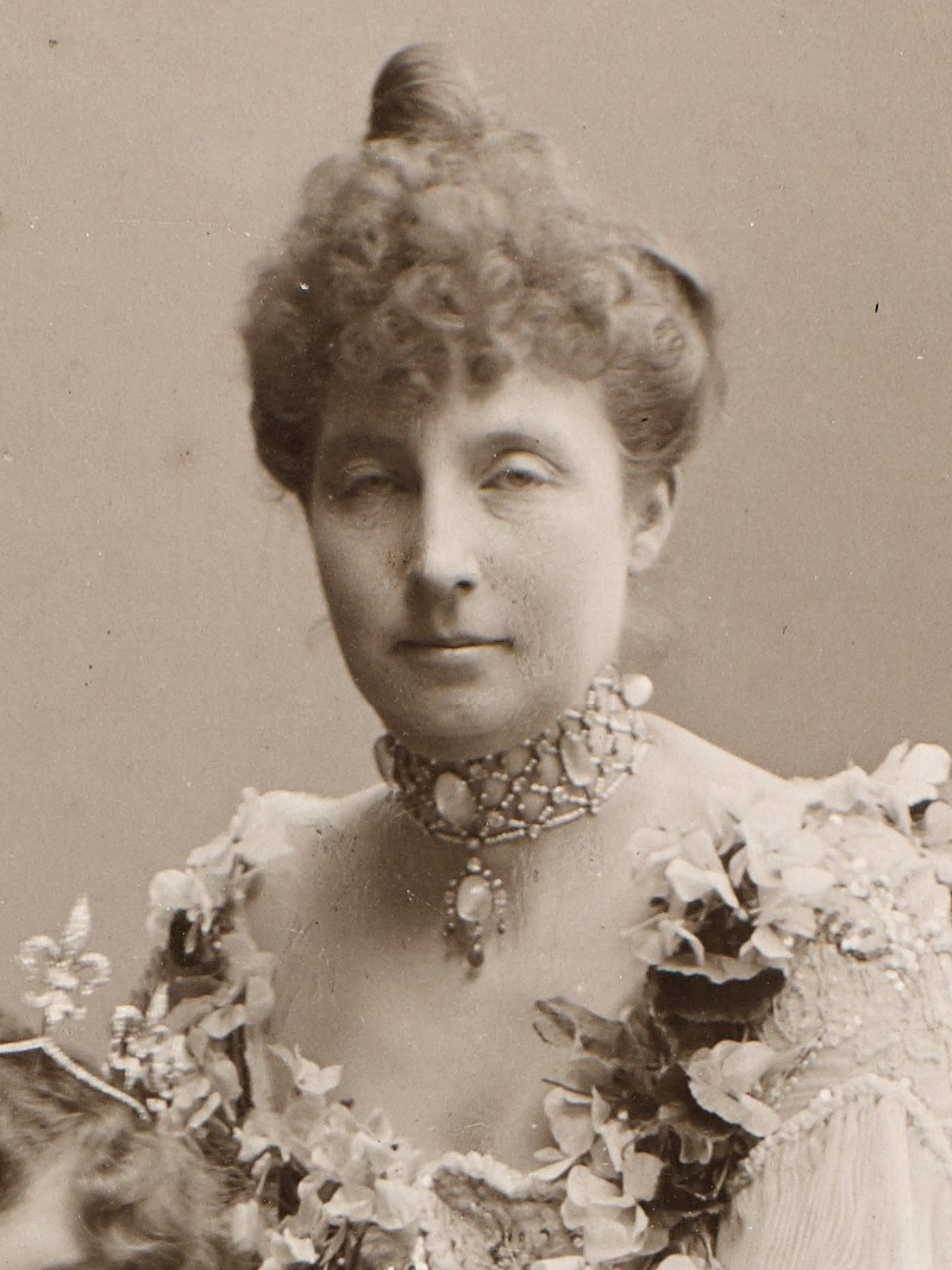
Fotografie princezny Marie Orleánské

Carl Christian Sonne (9. dubna 1845, Nakskov – 17. září 1919, Kodaň) byl dánský portrétní fotograf. Byl královským dvorním fotografem pro dánský, švédský a norský dvůr.

## Životopis
Sonne byl synem koffardiho – a kapitána lodi Hanse Edvarda Sonna a Caroline Amalie Bærentzenové. V hlavním městě pobýval od roku 1865. Od roku 1869 měl ateliér na Gothersgade 45 v Kodani. Sonne měl ve skutečnosti Bornholmské kořeny, a proto mnoho Bornholmerů vyhledalo jeho obchod, když byli v hlavním městě.
Byl ženatý s Carolinou Mathildou Mathiasenovou. Carl Christian Sonne zemřel 17. září 1919 ve svých 74 letech.

## Galerie

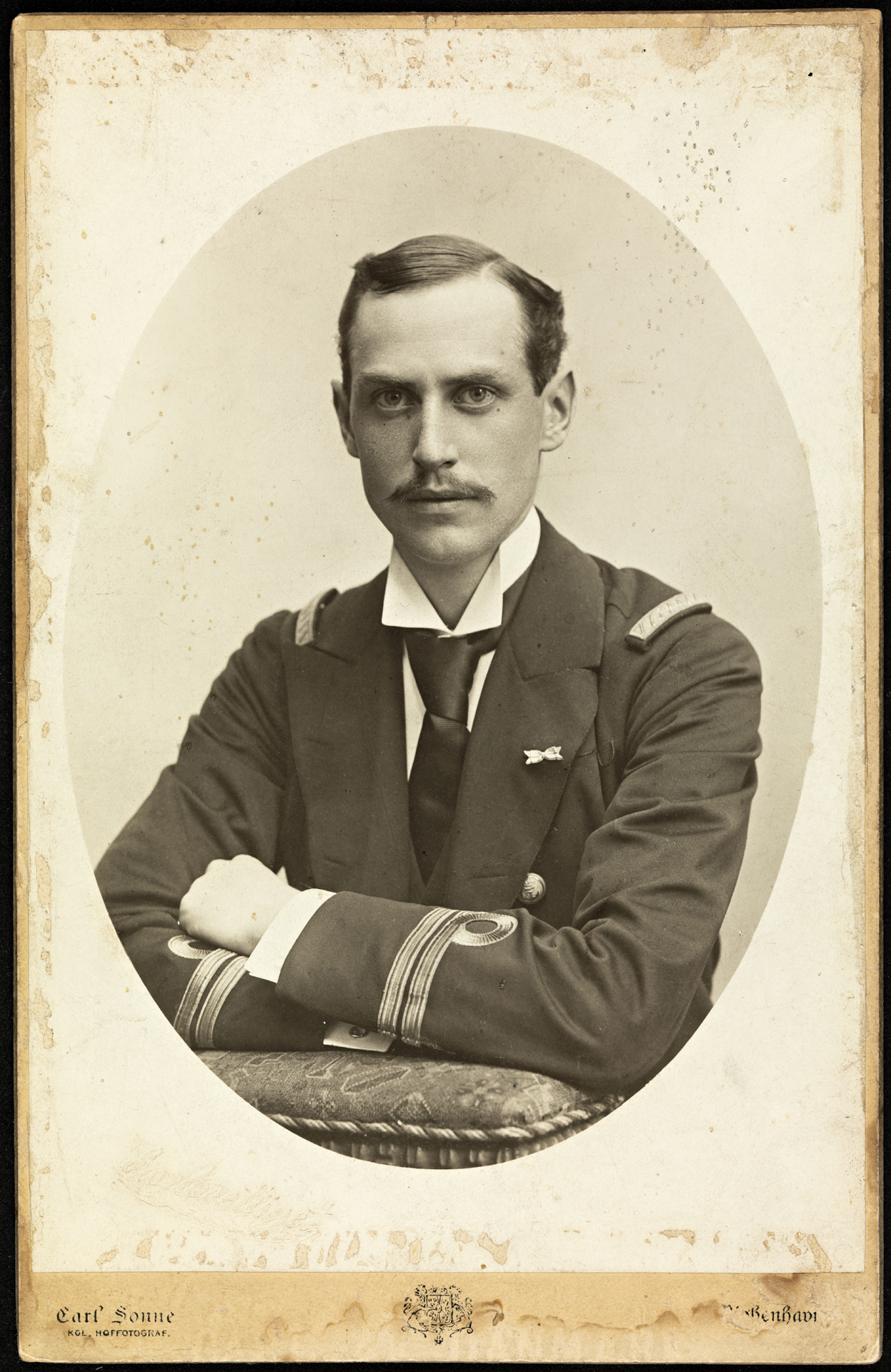
Král Haakon VII.
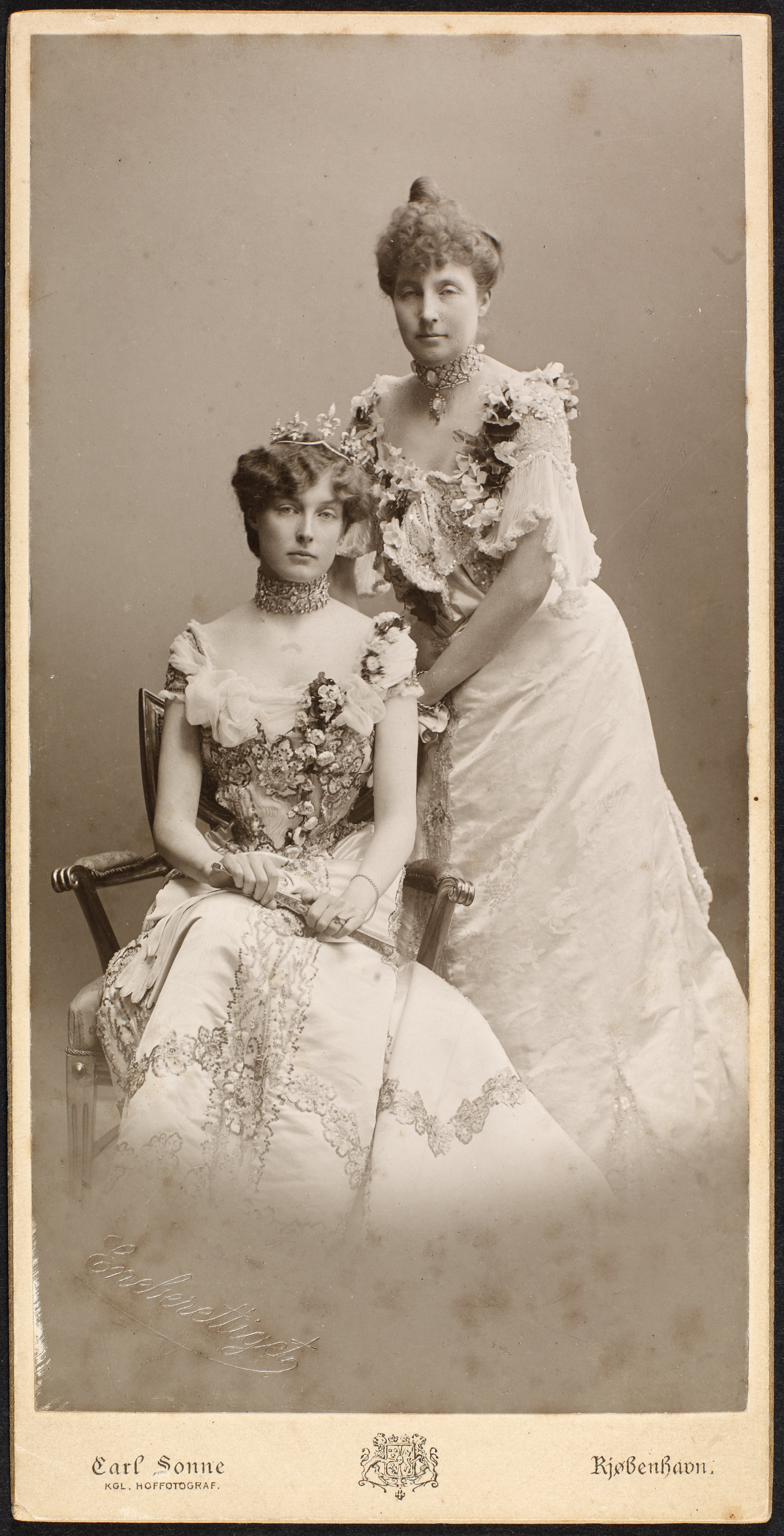
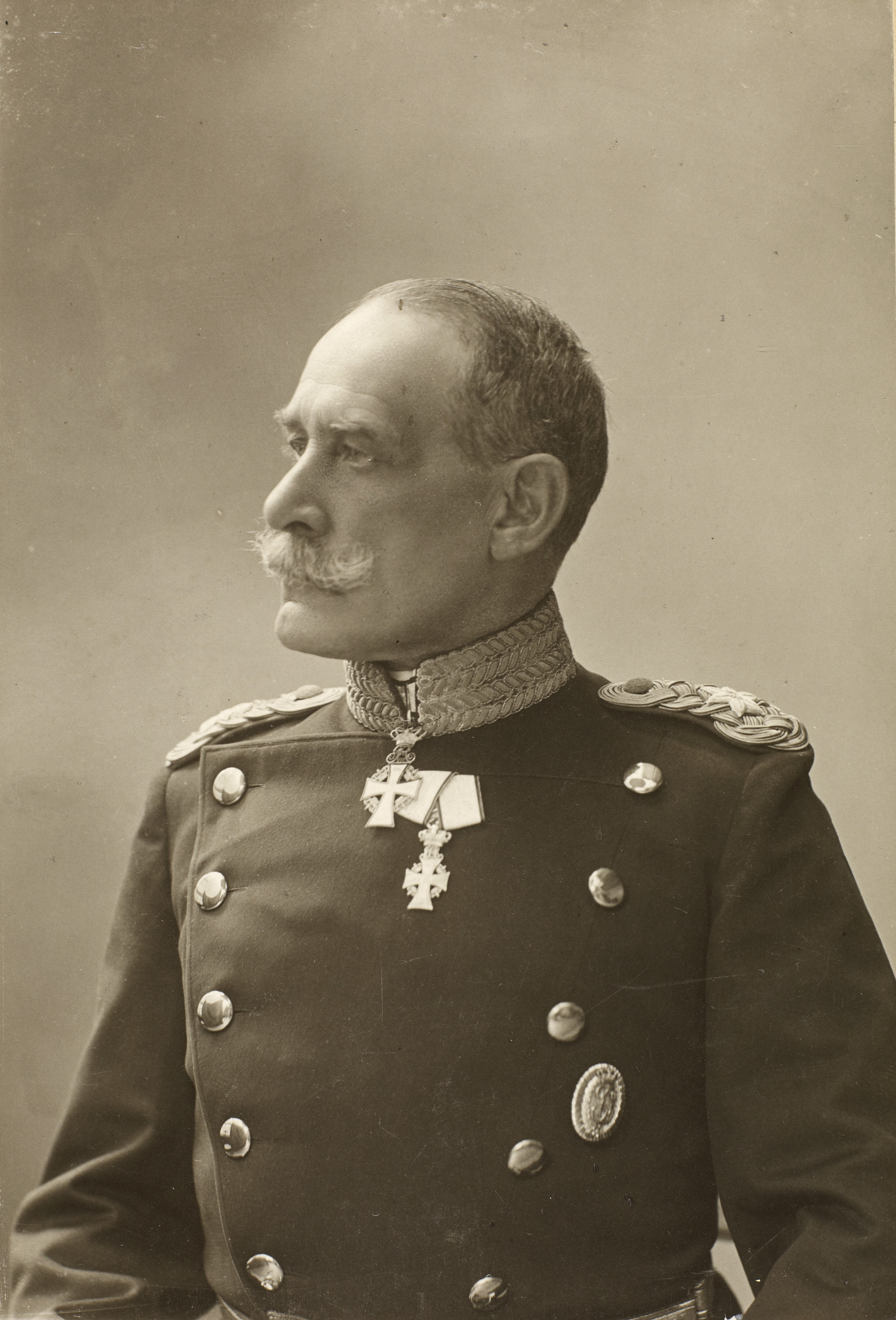
Immanuel Lembcke
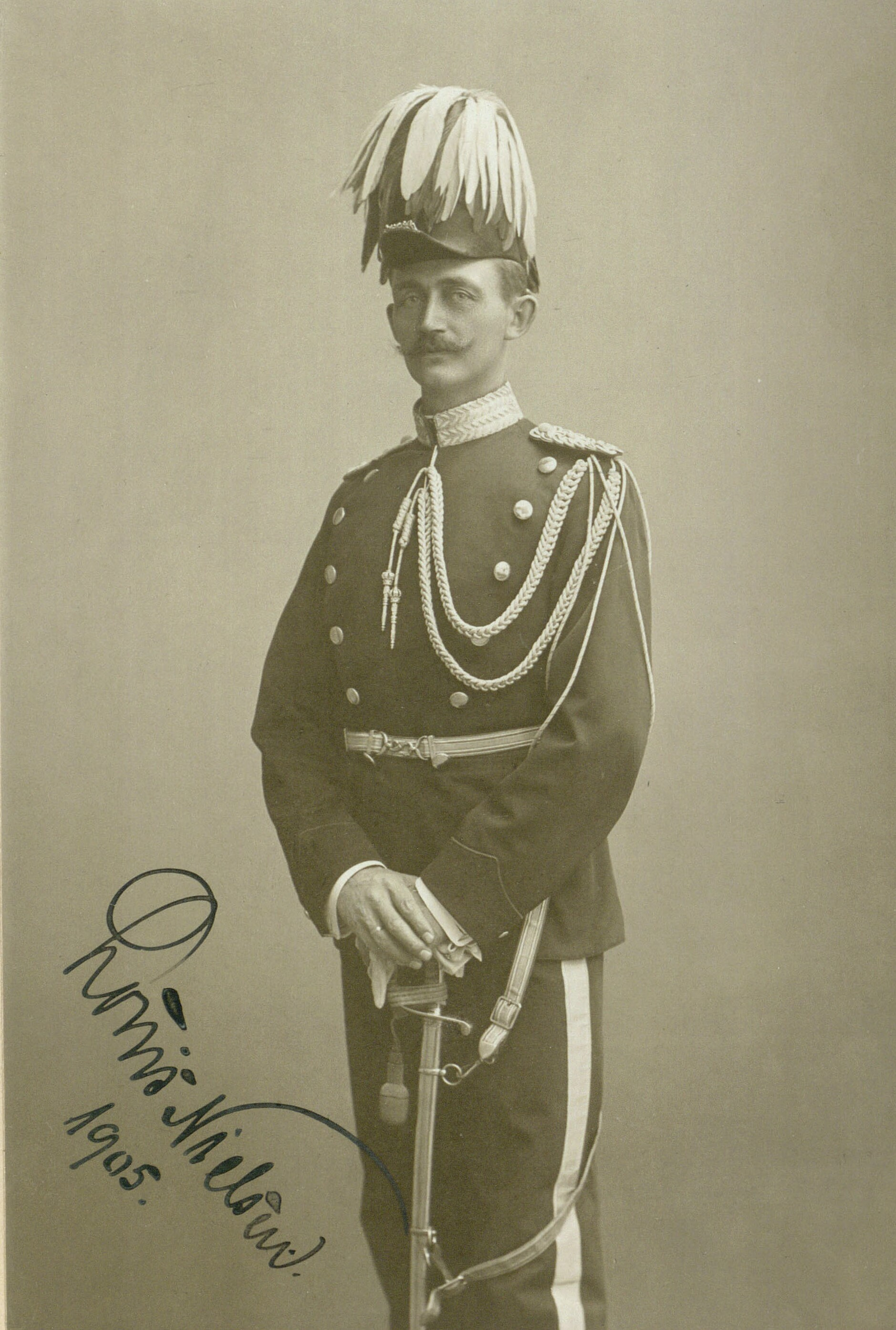
Louis Nielsen
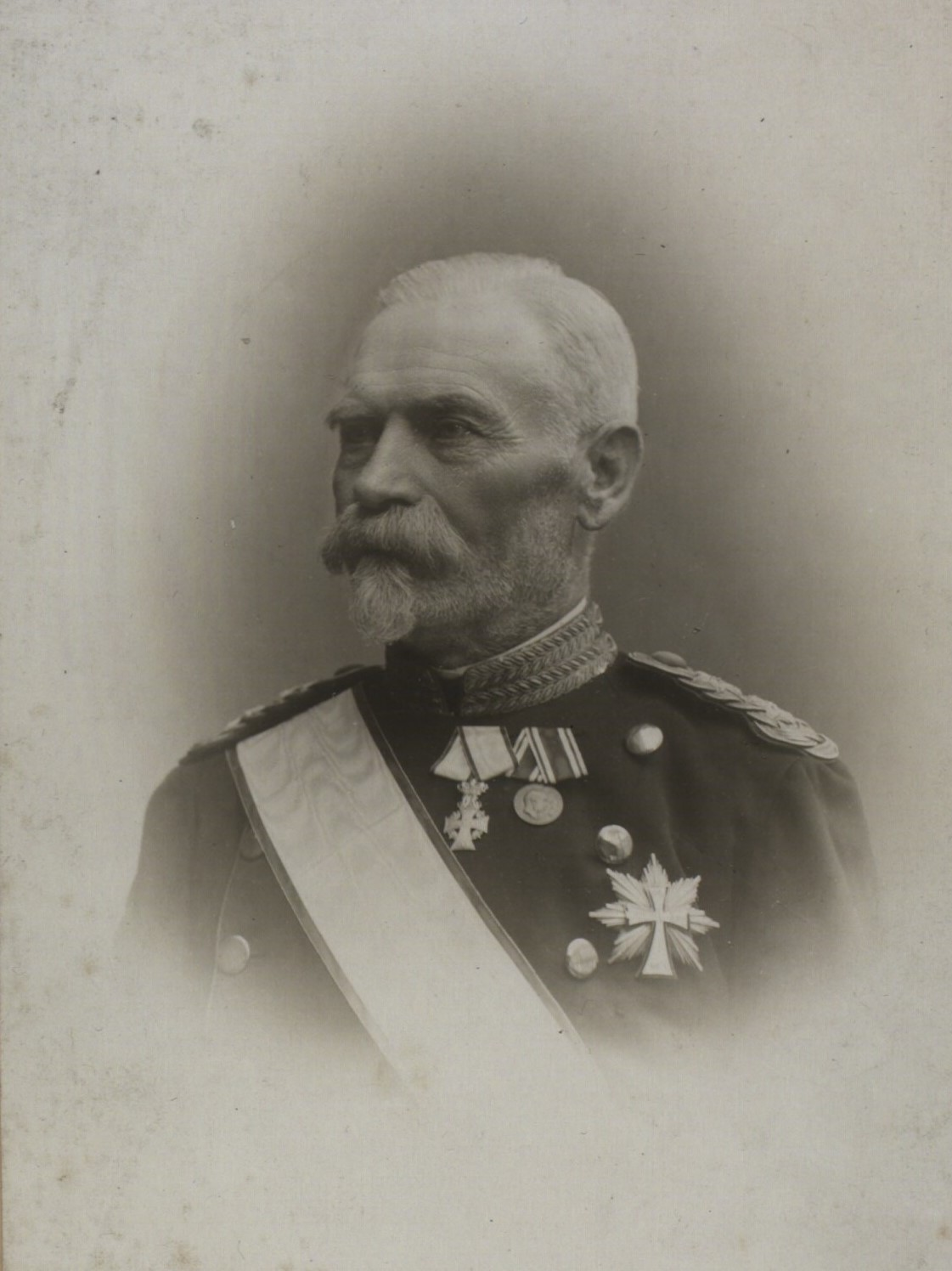
Johannes Zeuthen Schroll
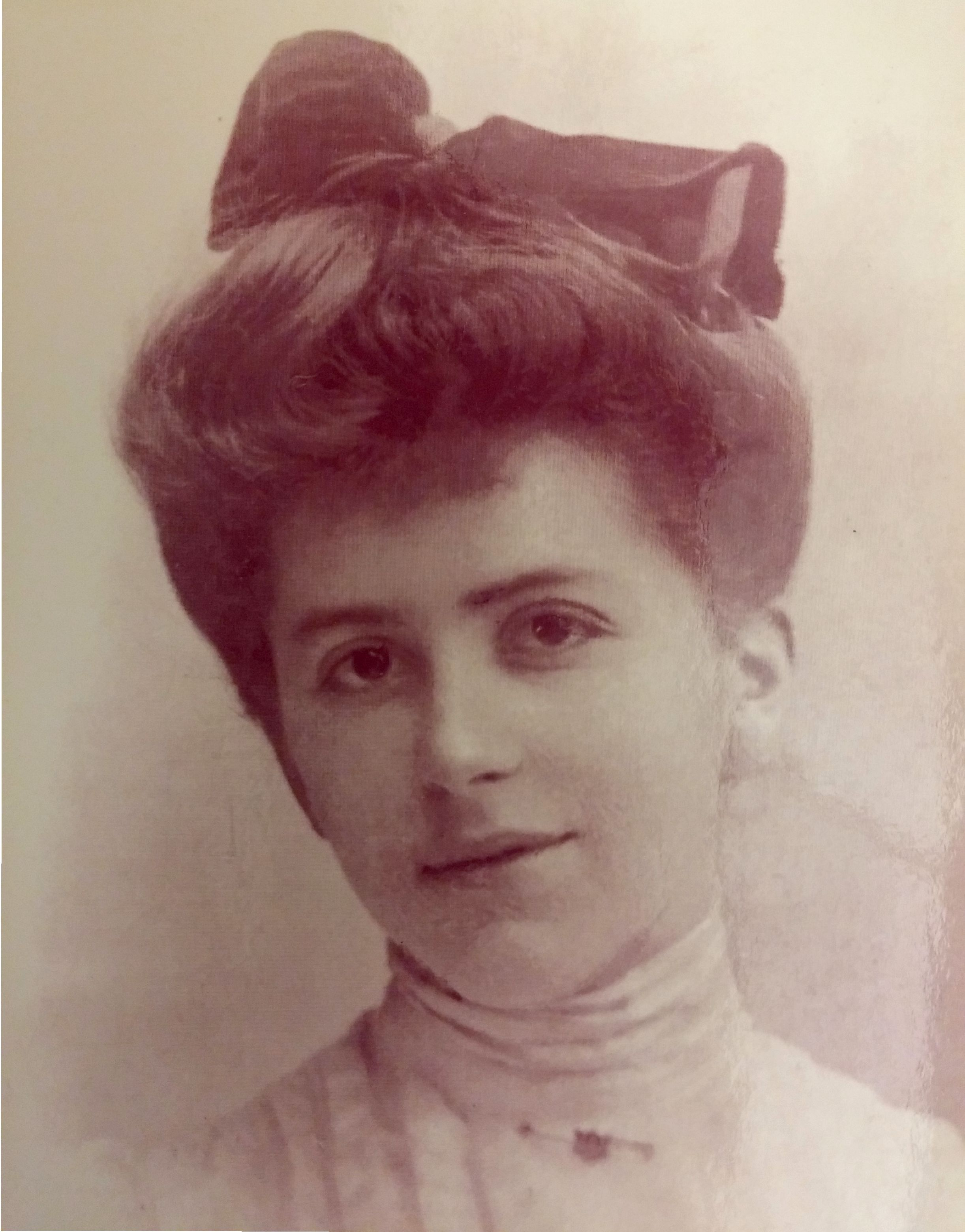
Karen Dinesen, asi 1903
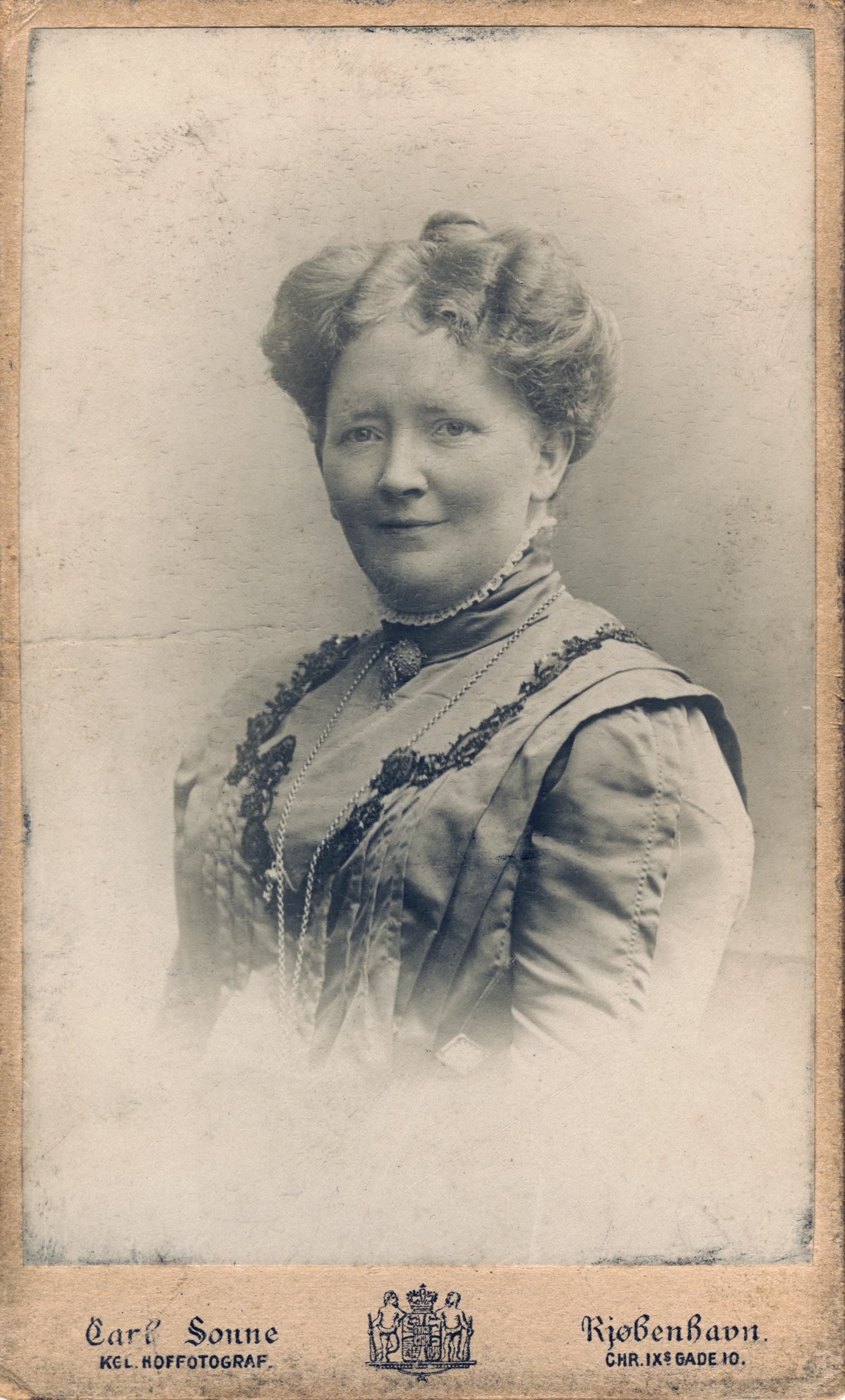
Ingibjorg H bjarnason
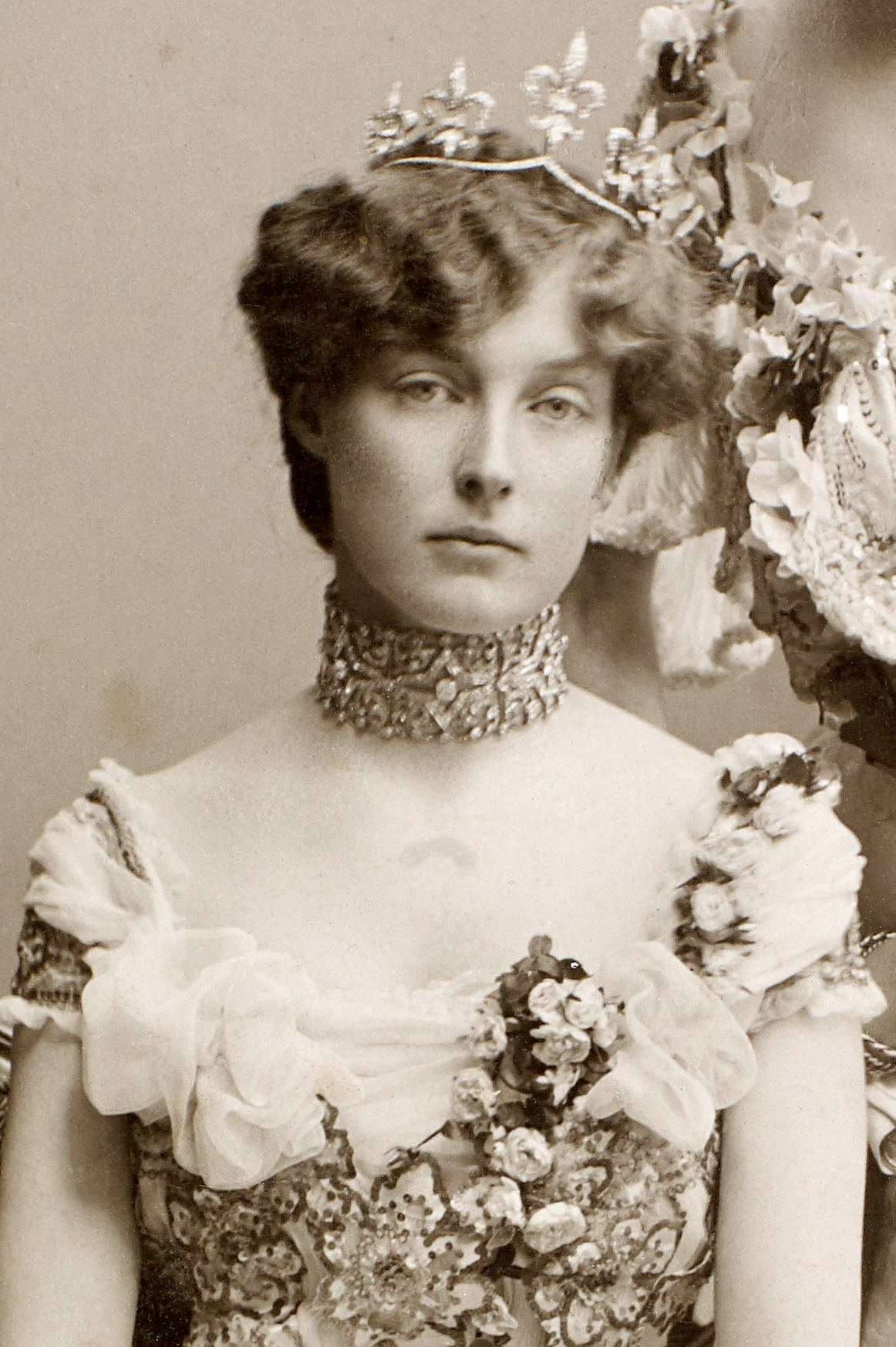
Isabella de orleans